# جی شاه‌تخته
جی شاه‌تخته یک ستاره است که در صورت فلکی شاه‌تخته قرار دارد.